# Frisó septentrional

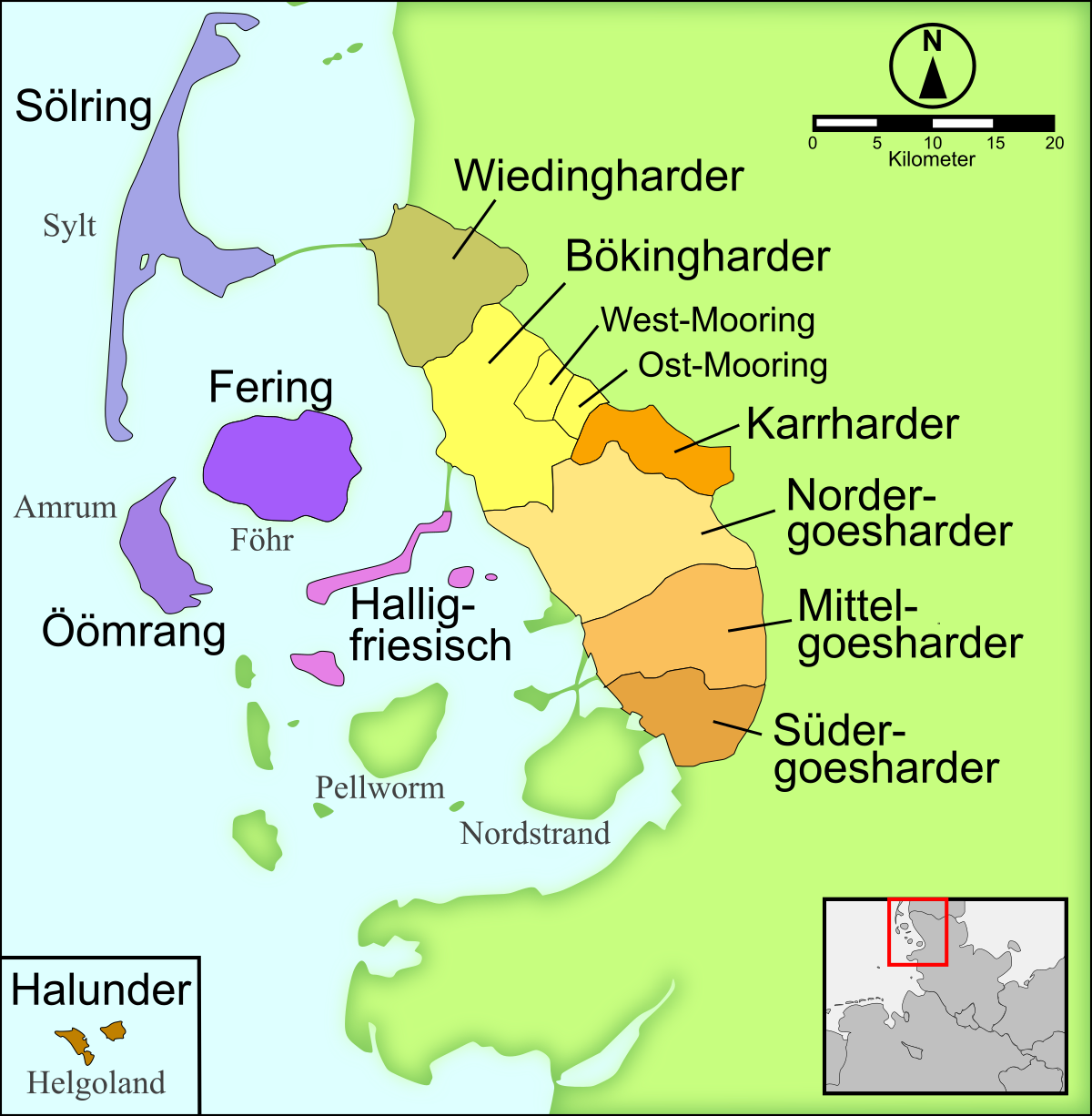
Zona de parla frisona septentrional

El frisó septentrional és una llengua minoritària, varietat del frisó, parlada a l'estat de Schleswig-Holstein (Alemanya), a la part de la costa entre els rius Eider al sud i Wiedau al nord i a les illes properes de Föhr (Fering), Amrum (Imömrang), Sylt (Sölring), Nordstrand (Noordströön), Pellworm, les deu illes del grup Halligen, i l'illa de Helgoland (Halunder), al districte de Nordfriesland. Té aproximadament 10.000 parlants.

## Divisions
Hi ha dues principals divisions dialectals: els de la part continental (mooring, goesharder, wiedingharde, karrharder, halliger) i els dialectes insulars (fering, Öömrang, söl'ring). No hi ha varietat estàndard, encara que alguns han suggerit que el dialecte mooring continental.

## Situació
El frisó septentrional és una llengua en perill d'extinció, ja que en molts llocs els nens ja no l'aprenen. Les excepcions són unes poques aldees a les illes de Föhr i Amrum i l'àrea de Risum-Lindholm. Molts són trilingües (frisó septentrional, alemany estàndard i baix alemany) i, sobretot al llarg de la frontera danesa, quadrilingües (frisó septentrional, alemany estàndard, baix alemany i del jutlàndic meridional).
El 24 de desembre de 2004 una llei estatal que va entrar en vigor a Schleswig-Holstein reconeix el frisó septentrional per a ús oficial al districte de Nordfriesland i a l'illa de Helgoland.
Hi ha diverses associacions culturals i polítiques que defensen els seus drets i cultura. La principal associació dels frisons septentrionals és la Nordfriesischer Verein ("Associació de frisons septentrionals"). La Nordfriesischer Verein ajuda a mantenir l'idioma i la cultura de Frísia septentrional.